# Max Doria
Pour les articles homonymes, voir Doria.
Max Doria est un acteur français né à Amiens le 20 novembre 1896, et mort le 19 décembre 1989 à Noyers (Yonne). À partir de 1968 il tourne beaucoup de téléfilms et séries, notamment Julien Fontanes, magistrat, Médecins de nuit, Les Brigades du tigre ou encore Ardéchois cœur fidèle.
Il est enterré à Noyers-sur-Serein dans l'Yonne.

## Filmographie

### Cinéma
- 1935 : Juanita de Pierre Caron
- 1937 : À nous deux, madame la vie d'Yves Mirande et René Guissart
- 1938 : Chéri-Bibi de Léon Mathot : Émile
- 1938 : Un meurtre a été commis de Claude Orval
- 1942 : Patrouille blanche de Christian Chamborant
- 1942 : Le Mariage de Chiffon de Claude Autant-Lara
- 1942 : Monsieur La Souris de Georges Lacombe
- 1943 : Port d'attache de Jean Choux : Zéphyrin
- 1943 : L'École de Barbizon de Marco de Gastyne (court métrage)
- 1944 : Le Bal des passants de Guillaume Radot
- 1945 : Le Roi des resquilleurs de Jean Devaivre
- 1946 : Master Love de Robert Péguy
- 1946 : Les Portes de la nuit de Marcel Carné
- 1947 : Le Mystérieux Monsieur Sylvain de Jean Stelli
- 1949 : Manon de Henri-Georges Clouzot
- 1952 : Jour de peine, moyen métrage de Victor Vicas
- 1954 : Pas de coup dur pour Johnny d'Émile Roussel (réalisateur)
- 1955 : La Môme Pigalle d'Alfred Rode
- 1955 : M'sieur la Caille d'André Pergament
- 1955 : Les Premiers Outrages de Jean Gourguet
- 1957 : Les Misérables de Jean-Paul Le Chanois : Le portier - film tourné en deux époques -
- 1958 : Le Dos au mur d'Édouard Molinaro
- 1959 : Bouche cousue de Jean Boyer
- 1959 : Par-dessus le mur de Jean-Paul Le Chanois : Un voisin
- 1960 : L'Amant de cinq jours de Philippe de Broca
- 1960 : Au cœur de la ville de Pierre Gautherin
- 1960 : Les Mordus de René Jolivet
- 1961 : Les Amants de Teruel de Raymond Rouleau
- 1961 : Le cave se rebiffe de Gilles Grangier : Le douanier
- 1967 : Le Franciscain de Bourges de Claude Autant-Lara : Le gardien-chef
- 1968 : Le Troisième Âge de Jean Belanger (court métrage)
- 1974 : Verdict d'André Cayatte
- 1976 : L'Alpagueur de Philippe Labro : Le bijoutier
- 1981 : La Gueule du loup de Michel Léviant
- 1984 : La Femme ivoire de Dominique Cheminal

### Télévision
- 1964 : L'Abonné de la ligne U de Yannick Andréi
- 1971 : Le Prussien de Jean L'Hôte
- 1974 : Les Brigades du Tigre de Victor Vicas, épisode : Les Vautours
- 1979 : Un juge, un flic de Denys de La Patellière, seconde saison (1979), épisode : Une preuve de trop
- 1979 : Julien Fontanes, magistrat, épisode Coup de taureau - de Guy Lefranc
- 1980 : Médecins de nuit de Jean-Pierre Prévost, épisode : La Pension Michel (série télévisée)

## Théâtre
- 1923 : Judex d'Arthur Bernède d'après Judex de Louis Feuillade et Arthur Bernède, Théâtre de Cluny
- 1930 : Langrevin père et fils de Tristan Bernard, mise en scène Jacques Baumer, Théâtre des Nouveautés
- 1936 : Le Tabique taboque de Marcelle Capron, Théâtre du Grand-Guignol
- 1954 : Ombre chère de Jacques Deval, mise en scène de l'auteur, Théâtre des Célestins
- 1954 : Les Quatre Vérités de Marcel Aymé, mise en scène André Barsacq,   Théâtre des Célestins